# Margaret-formatie
| Era        | Periode   | Tijdvak   | Tijd       | Tijd geleden (Ma) |
| ---------- | --------- | --------- | ---------- | ----------------- |
| Cenozoïcum | Paleogeen | Oligoceen | Oligoceen  | 23,03             |
| Cenozoïcum | Paleogeen | Oligoceen | Oligoceen  | 33,9              |
| Cenozoïcum | Paleogeen | Eoceen    | Priabonien |                   |
| Cenozoïcum | Paleogeen | Eoceen    | Priabonien | 37,2              |
| Cenozoïcum | Paleogeen | Eoceen    | Bartonien  |                   |
| Cenozoïcum | Paleogeen | Eoceen    | 40,4       |                   |
| Cenozoïcum | Paleogeen | Eoceen    | Lutetien   |                   |
| Cenozoïcum | Paleogeen | Eoceen    | 48,6       |                   |
| Cenozoïcum | Paleogeen | Eoceen    | Ypresien   |                   |
| Cenozoïcum | Paleogeen | Eoceen    | 55,8       |                   |
| Cenozoïcum | Paleogeen | Paleoceen |            |                   |
| Cenozoïcum | Paleogeen | 65,5      |            |                   |

|                                        |  |
| Ellesmere Island bijna op de Noordpool |  |

|                                                                             |
| Paleogeografie (~ 50 Ma) De Toergajstraat tussen Europa en Azië is nog open |

|                               |                             |
| Coryphodon tijdens het Eoceen | Deense sledehonden in Alert |

De Margaret-formatie is een geologische formatie op het Canadese Ellesmere-eiland die afzettingen uit het Vroeg-Eoceen (~ 55 - 50 Ma) omvat. Uit de gevonden fossiel blijkt dat Ellesmere-eiland in deze periode een subtropisch moerasgebied was.

## Fauna
De Margaret-formatie dateert uit het Wasatchian. Fossielen zijn gevonden van vissen, salamanders, schildpadden, hagedissen, slangen, Allognathosuchus, vogels zoals Gastornis en diverse soorten zoogdieren. De mesonychide Pachyaena, de hyaenodont Prolimnocyon, de oxyaenide Palaeonictis, de viverravide Viverravus en de miaciden Miacis en Vulpavus vormden de roofdieren van Ellesmere-eiland in het Wasatchian. Daarnaast leefden hier de arctocyonide Anacodon, Palaeosinopa, Coryphodon, het mierenetende zoogdier Arcticanodon, Paramys en enkele verwante knaagdieren, de insectivoor Prodiacodon, multituberculaten, huidvliegers, de brontotheriër Lambdotherium en mogelijk Hyracotherium en Hyrachyus. 

## Arctische migratie
Noord-Amerika, West-Europa en oostelijk Azië lagen in het Vroeg-Eoceen dicht bij elkaar en waren waarschijnlijk slechts door smalle zeestraten van elkaar gescheiden die van tijd tot tijd droogvielen. Dit leidde tot een grote uitwisseling in fauna, die vooral langs een arctische route lijkt te hebben plaatsgevonden. De migratie tussen Azië en Noord-Amerika verliep bij lage zeespiegels over landbruggen als Beringia, terwijl Noord-Amerika en Europa via Groenland waren verbonden. Deze landbruggen worden samen de "Noord-Atlantische Brug" genoemd. Europa en Azië waren van elkaar gescheiden door een ondiepe zee, die aangeduid wordt als de Turgai-zeestraat. De hogere mondiale temperaturen zullen hebben bijgedragen aan de arctische migratie. 
Onder meer Gastornis verspreidde zich langs deze weg van Europa naar Noord-Amerika, evenals verschillende proviverrine hyaenodonten. Palaeonictis en Palaeosinopa legden de omgekeerde route af. Viverravus trok vanuit Noord-Amerika zowel oostwaarts als westwaarts. Pachyaena, Prolimnocyon en mogelijk ook Coryphodon migreerden vanuit oostelijk Azië naar Noord-Amerika, waarna eerstgenoemde vervolgens ook naar Europa trok. Ongeveer de helft van de zoogdiergenera in het begin van het Wasatchian zijn eveneens uit het vroegste Eoceen van Europa bekend. Gesteld kan worden dan de fauna van de noordelijke continenten in het Vroeg-Eoceen veel kosmopolitischer en homogener was dan die in het Laat-Paleoceen. 